# Еворон
Е́ворон (рос. Эворон) — село у складі Солнечного району Хабаровського краю, Росія. Адміністративний центр та єдиний населений пункт Еворонського сільського поселення.

## Населення
Населення — 1344 особи (2010; 1442 у 2002).
Національний склад (станом на 2002 рік):
- росіяни — 89 %